# Polyosma cunninghamii
Polyosma cunninghamii är en tvåhjärtbladig växtart som beskrevs av John Johannes Joseph Bennett. Polyosma cunninghamii ingår i släktet Polyosma och familjen Escalloniaceae. Inga underarter finns listade i Catalogue of Life.

## Bildgalleri

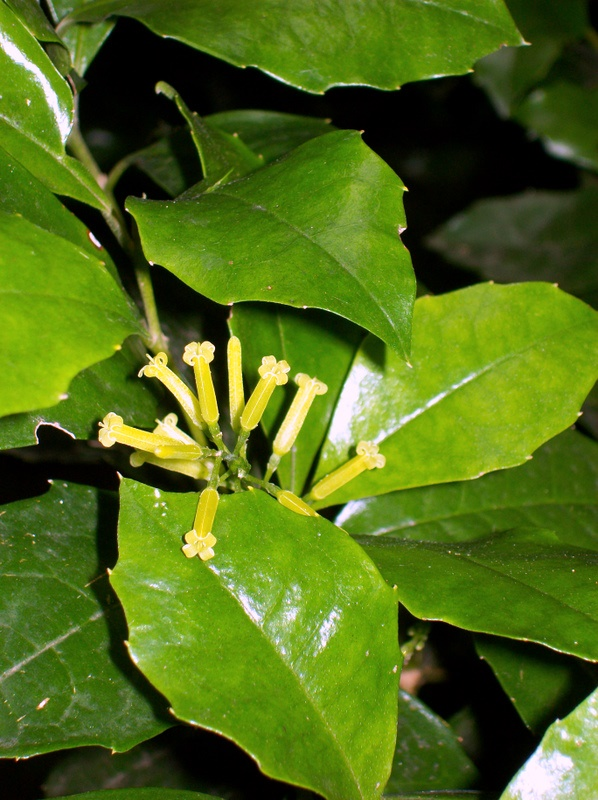